# Joey Sleegers
Joey Sleegers (Helmond, 20 juli 1994) is een Nederlands voetballer die doorgaans als middenvelder of aanvaller speelt. In de zomer van 2023 verruilde hij ADO Den Haag voor FC Eindhoven.

## Clubcarrière

### Feyenoord
Sleegers begon in de jeugd van HVV Helmond en RKC Waalwijk en verkaste al op jonge leeftijd naar Feyenoord. Sleegers stroomde in 2013 door vanuit de jeugd van Feyenoord. In het seizoen 2013/14 scoorde hij namens de beloften van Feyenoord acht keer in vijftien wedstrijden. Toch debuteerde hij nooit in het eerste van Feyenoord.

### FC Eindhoven
Feyenoord verhuurde hem gedurende het seizoen 2014/15 aan FC Eindhoven, waarvoor hij op 13 september 2014 debuteerde in het betaald voetbal in de thuiswedstrijd tegen Achilles '29 (2-0). Sleegers speelde dat jaar 33 van de 38 competitiewedstrijden van de eerstedivisionist. Hij eindigde met FC Eindhoven als nummer twee op de ranglijst, goed voor plaatsing voor de play-offs voor promotie naar de Eredivisie. Hierin schakelde FC Volendam de Brabantse ploeg over twee wedstrijden uit. Sleegers kreeg in maart 2015 de Bronzen Stier toegekend voor de beste speler van de Eerste divisie gedurende de derde periode van het seizoen. Aan het einde van het seizoen werd hij uitgeroepen tot het grootste talent van de Eerste Divisie. Sleegers kreeg daarvoor een Gouden Stier (grootste talent) uitgereikt door Guus Hiddink.

### N.E.C.
Sleegers tekende op 25 augustus 2015 een driejarig contract bij N.E.C., dat in het voorgaande seizoen promoveerde naar de Eredivisie. Hij maakte zijn eredivisiedebuut drie dagen later, toen NEC in Tilburg met 1-0 won van Willem II door een treffer van Navarone Foor. Sleegers moest in dat duel na 45 minuten plaatsmaken voor Gregor Breinburg Op 26 februari 2016 maakte Sleegers in een uitwedstrijd tegen SC Heerenveen zijn eerste doelpunt voor N.E.C..

### VVV-Venlo
Gedurende het seizoen 2016/17 werd Sleegers verhuurd aan VVV-Venlo. Met die ploeg werd hij kampioen van de Eerste divisie, mede door acht goals in 35 wedstrijden van hem. Na zijn verhuurperiode keerde hij terug bij NEC.

### AS Trenčín
Ook in zijn tweede periode bij NEC kon Sleegers geen basisplaats veroveren. Daarom maakte hij op 5 januari 2018 de overstap naar AS Trenčín, waar hij een meerjarig contract tekende. Met de Slowaakse club kwalificeerde hij zich voor de Europa League met Feyenoord als tegenstander in de derde kwalificatieronde. Sleegers leverde met een assist bij de 3-0 in de heenwedstrijd een bijdrage aan de uitschakeling van zijn oude club.

### FC Eindhoven
Na een verblijf van anderhalf jaar in Slowakije keerde Sleegers in juli 2019 terug bij FC Eindhoven, waar hij een driejarige verbintenis ondertekende.

### Dibba Al Fujairah
In 2022 tekende Sleegers een contract bij Dibba Al Fujairah nadat hij transfervrij vertrok bij zijn vorige club FC Eindhoven. Echter had hij na een half jaar al genoeg van het Midden-Oosten en verliet hij de club in januari van 2023. Hij kwam uiteindelijk tot acht wedstrijden in de VAE waarin hij één goal scoorde en twee assists gaf.

### ADO Den Haag
Op 5 januari 2023 tekende Sleegers een contract van 2,5 jaar bij ADO Den Haag.

### FC Eindhoven
Na een half jaar keerde Sleegers ADO Den Haag alweer de rug toe. In de zomer van 2023 tekende de buitenspeler voor de derde keer in zijn carrière een contract bij FC Eindhoven.

## Carrièrestatistieken
| 2013/14                                | Feyenoord         | Eredivisie      | 0   | 0  | 0  | 0 | —  | — | 0   | 0  |
| 2014/15                                | → FC Eindhoven    | Eerste divisie  | 33  | 13 | 1  | 0 | 2  | 0 | 36  | 13 |
| 2015/16                                | N.E.C.            | Eredivisie      | 18  | 1  | 3  | 0 | 0  | 0 | 21  | 1  |
| 2016/17                                | N.E.C.            | Eredivisie      | 1   | 0  | 0  | 0 | 0  | 0 | 1   | 0  |
| 2016/17                                | → VVV-Venlo       | Eerste divisie  | 35  | 8  | 2  | 1 | 0  | 0 | 37  | 9  |
| 2017/18                                | N.E.C.            | Eerste divisie  | 7   | 0  | 2  | 0 | 0  | 0 | 9   | 0  |
| 2017/18                                | AS Trenčín        | Fortuna Liga    | 12  | 2  | 0  | 0 | 2  | 0 | 14  | 2  |
| 2018/19                                | AS Trenčín        | Fortuna Liga    | 28  | 8  | 4  | 3 | 10 | 2 | 42  | 13 |
| 2019/20                                | FC Eindhoven      | Eerste divisie  | 10  | 4  | 0  | 0 | 0  | 0 | 10  | 4  |
| 2020/21                                | FC Eindhoven      | Eerste divisie  | 16  | 3  | 1  | 0 | 0  | 0 | 17  | 3  |
| 2021/22                                | FC Eindhoven      | Eerste divisie  | 35  | 21 | 1  | 0 | 4  | 3 | 40  | 24 |
| 2022/23                                | Dibba Al Fujairah | UAE Liga        | 8   | 1  | 1  | 0 | 1  | 0 | 10  | 1  |
| 2022/23                                | ADO Den Haag      | Eerste divisie  | 15  | 1  | 0  | 0 | —  | — | 15  | 1  |
| 2023/24                                | FC Eindhoven      | Eerste divisie  | 24  | 3  | 1  | 0 | —  | — | 25  | 3  |
| 2024/25                                | FC Eindhoven      | Eerste divisie  | 16  | 1  | 2  | 2 | —  | — | 18  | 3  |
| Carrière totaal                        | Carrière totaal   | Carrière totaal | 258 | 66 | 18 | 6 | 19 | 5 | 295 | 77 |
| Bijgewerkt tot en met 25 december 2024 |                   |                 |     |    |    |   |    |   |     |    |